# Giuseppe Fossati (Übersetzer)
Giuseppe Luigi Fossati (* 1. Jänner 1759 in Venedig; † 7. Oktober 1810, abweichend 1812, ebenda) war ein Tessiner Jurist und Übersetzer in Venedig.

## Leben
Giuseppe Fossati war der Sohn des Freskenmalers Davide Antonio Fossati (* 21. April 1708 in Morcote; † 28. Dezember 1795 in Venedig) und dessen Ehefrau Giacomina Rezzi. Die Familie stammte aus dem Tessin, allerdings hielt sich sein Vater wegen der Freskenmalerei überwiegend in Venedig auf. Giuseppe Fossati lebte zwar ständig in Venedig, hielt aber die Beziehungen zu den Familien in der Schweiz ständig aufrecht.
Von 1777 bis 1781 studierte er Rechtswissenschaften an der Universität Padua und war anschliessend als Anwalt in Venedig tätig.
Giuseppe Fossati war seit 1799 mit Paola, geb. Bagolini, verheiratet.

### Schriftstellerisches Wirken
Giuseppe Fossati war Mitglied zahlreicher literarischer Akademien und verkehrte mit den bedeutendsten Literaten seiner Zeit. Als ein Schüler von Melchiorre Cesarotti betätigte er sich als Dichter und Essayist, war aber auch als Übersetzer tätig, so übersetzte er aus der Bibel und Autoren seiner Epoche, wie beispielsweise das Werk Unvollkommenes Gedicht über die Ewigkeit von Albrecht von Haller in Saggio di libere versioni poetiche.
Er veröffentlichte auch Beiträge zur Kunst des Dichtens, so ist Elogio di Dante Alighieri im von Andrea Rubbi 1783 herausgegebenen Werk Elogi italiani enthalten.

## Schriften (Auswahl)
- Saggio di libere versioni poetiche. Padova Il conzatti a S. Fermo 1781.
- Albrecht von Haller; Giuseppe Fossati: L'Eternita frammento poetico di Alberto Haller liberamente ridotto in versi sciolti da Giuseppe Fossati veneziano fra gli Arcadi Artemisco Dedaleo. 1781.
- James Thomson; Giuseppe Fossati: Inno al Creatore. Padova: Appresso Giuseppe Comino, 1781.
- Elogia di Dante Alighieri. Venezia, Marcuzzi, 1782.
- Dell'oratore scrivente e dell'estemporaneo. 1788.
- Pensieri sopra il buon uso della libertà in belle lettere esposti nell'elogio di Gabriello Chiabrera. Venezia 1797.
- Lettera sopra Dante. Venezia 1801.
- Memoria Sopra Due Celebri Accademie Veneziane. Venezia: Perlini, 1806.
- Saggio di poesie varie. 1812.
- Poesie bibliche tradotte da celebri italiani. 1834.